# مالكوم بريغز
مالكوم بريغز (بالإنجليزية: Malcolm Briggs)‏ (14 سبتمبر 1961 بسندرلاند في المملكة المتحدة - ) هو لاعب كرة قدم بريطاني في مركز الهجوم. لعب مع برمنغهام سيتي ودورهام سيتي ‏.